# Taekwondo op de Olympische Zomerspelen 2008
Taekwondo is een van de sporten die beoefend werden tijdens de Olympische Zomerspelen 2008 in Peking. De wedstrijden vonden plaats van 20 tot en met 23 augustus in het Beijing Science and Technology University Gymnasium.

## Kwalificatie
Elk land mocht maximaal twee mannen en twee vrouwen afvaardigen, maar slechts één per gewichtsklasse. Het aantal afgevaardigden per land en klasse werd bepaald tijdens kwalificatietoernooien.

## Opzet
Per gewichtsklasse deden 16 sporters mee. Twee sporters streden tegen elkaar en de winnaar ging door naar de volgende ronde. Via een herkansingensysteem konden bepaalde verliezers alsnog brons verdienen. Ook de twee verliezende halvefinalisten streden om het brons. Hierdoor werden er naast het goud en zilver ook twee bronzen medailles uitgedeeld. In 2004 werd maar één bronzen medaille uitgereikt.

## Disciplines en programma
Zowel de mannen als de vrouwen kwamen uit in vier gewichtsklassen zodat er in totaal acht gouden medailles waren te verdelen.
| Onderdeel            | Datum          |
| -------------------- | -------------- |
| Mannen, tot 58 kg    | wo 20 augustus |
| Mannen, tot 68 kg    | do 21 augustus |
| Mannen, tot 80 kg    | vr 22 augustus |
| Mannen, boven 80 kg  | za 23 augustus |
| Vrouwen, tot 49 kg   | wo 20 augustus |
| Vrouwen, tot 57 kg   | do 21 augustus |
| Vrouwen, tot 67 kg   | vr 22 augustus |
| Vrouwen, boven 67 kg | za 23 augustus |

## Uitslagen

### Mannen

#### tot 58 kg
| rang   | sporter             | land |
| ------ | ------------------- | ---- |
| Goud   | Guillermo Pérez     | MEX  |
| Zilver | Gabriel Mercedes    | DOM  |
| Brons  | Chu Mu-yen          | TPE  |
| Brons  | Rohullah Nikpai     | AFG  |
| 5      | Chutchawal Khawlaor | THA  |
| 5      | Juan Antonio Ramos  | ESP  |
| 7      | Michael Harvey      | GBR  |
| 7      | Pedro Póvoa         | POR  |

#### tot 68 kg
| rang   | sporter            | land |
| ------ | ------------------ | ---- |
| Goud   | Son Tae-Jin        | KOR  |
| Zilver | Mark Lopez         | USA  |
| Brons  | Sung Yu-chi        | TPE  |
| Brons  | Servet Tazegül     | TUR  |
| 5      | Peter Lopez        | PER  |
| 5      | Daniel Manz        | GER  |
| 7      | Nesar Ahmad Bahave | AFG  |
| 7      | Dennis Bekkers     | NED  |

#### tot 80 kg
| rang   | sporter              | land |
| ------ | -------------------- | ---- |
| Goud   | Hadi Saei Bonehkohal | IRI  |
| Zilver | Mauro Sarmiento      | ITA  |
| Brons  | Steven Lopez         | USA  |
| Brons  | Zhu Guo              | CHN  |
| 5      | Rashad Ahmadov       | AZE  |
| 5      | Aaron Cook           | GBR  |
| 7      | Deepak Bista         | NEP  |
| 7      | Sebastien Konan      | CIV  |

#### boven 80 kg
| rang   | sporter               | land |
| ------ | --------------------- | ---- |
| Goud   | Cha Dong-Min          | KOR  |
| Zilver | Alexandros Nikolaidis | GRE  |
| Brons  | Arman Chilmanov       | KAZ  |
| Brons  | Chika Chukwumerije    | NGR  |
| 5      | Akmal Irgashev        | UZB  |
| 5      | gediskwalificeerd     |      |
| 7      | Kristopher Moitland   | CRC  |
| 7      | Abdelkader Zrouri     | MAR  |

### Vrouwen

#### tot 49 kg
| rang   | sporter            | land |
| ------ | ------------------ | ---- |
| Goud   | Wu Jingyu          | CHN  |
| Zilver | Buttree Puedpong   | THA  |
| Brons  | Dalia Contreras    | VEN  |
| Brons  | Daynellis Montejo  | CUB  |
| 5      | Mildred Alango     | KEN  |
| 5      | Yang Shu-Chun      | TPE  |
| 7      | Tran Thi Ngoc Truc | VIE  |
| 7      | Hanna Zajc         | SWE  |

#### tot 57 kg
| rang   | sporter            | land |
| ------ | ------------------ | ---- |
| Goud   | Lim Su-Jeong       | KOR  |
| Zilver | Azize Tanrıkulu    | TUR  |
| Brons  | Diana Lopez        | USA  |
| Brons  | Martina Zubčić     | CRO  |
| 5      | Veronica Calabrese | ITA  |
| 5      | Su Li-Wen          | TPE  |
| 7      | Robin Cheong       | NZL  |
| 7      | Teo Elaine         | MAS  |

#### tot 67 kg
| rang   | sporter                   | land |
| ------ | ------------------------- | ---- |
| Goud   | Hwang Kyung-Seon          | KOR  |
| Zilver | Karine Sergerie           | CAN  |
| Brons  | Gwladys Épangue           | FRA  |
| Brons  | Sandra Šarić              | CRO  |
| 5      | Tina Morgan               | AUS  |
| 5      | Asunción Ocasio           | PUR  |
| 7      | Sheikha Maitha Al-Maktoum | UAE  |
| 7      | Vanina Sánchez            | ARG  |

#### boven 67 kg
| rang   | sporter             | land |
| ------ | ------------------- | ---- |
| Goud   | María Espinoza      | MEX  |
| Zilver | Nina Solheim        | NOR  |
| Brons  | Natália Falavigna   | BRA  |
| Brons  | Sarah Stevenson     | GBR  |
| 5      | Noha Abd Rabo       | EGY  |
| 5      | Karolina Kedzierska | SWE  |
| 7      | Khaoula Ben Hamza   | TUN  |
| 7      | Che Chew Chan       | MAS  |

## Medaillespiegel
| Plaats | Land                   | NOC    | Goud | Zilver | Brons | Totaal |
| ------ | ---------------------- | ------ | ---- | ------ | ----- | ------ |
| 1      | Zuid-Korea             | KOR    | 4    | 0      | 0     | 4      |
| 2      | Mexico                 | MEX    | 2    | 0      | 0     | 2      |
| 3      | China                  | CHN    | 1    | 0      | 1     | 2      |
| 4      | Iran                   | IRI    | 1    | 0      | 0     | 1      |
| 5      | Verenigde Staten       | USA    | 0    | 1      | 2     | 3      |
| 6      | Turkije                | TUR    | 0    | 1      | 1     | 2      |
| 7      | Canada                 | CAN    | 0    | 1      | 0     | 1      |
| 7      | Dominicaanse Republiek | DOM    | 0    | 1      | 0     | 1      |
| 7      | Griekenland            | GRE    | 0    | 1      | 0     | 1      |
| 7      | Italië                 | ITA    | 0    | 1      | 0     | 1      |
| 7      | Noorwegen              | NOR    | 0    | 1      | 0     | 1      |
| 7      | Thailand               | THA    | 0    | 1      | 0     | 1      |
| 13     | Chinees Taipei         | TPE    | 0    | 0      | 2     | 2      |
| 13     | Kroatië                | CRO    | 0    | 0      | 2     | 2      |
| 15     | Afghanistan            | AFG    | 0    | 0      | 1     | 1      |
| 15     | Brazilië               | BRA    | 0    | 0      | 1     | 1      |
| 15     | Cuba                   | CUB    | 0    | 0      | 1     | 1      |
| 15     | Frankrijk              | FRA    | 0    | 0      | 1     | 1      |
| 15     | Groot-Brittannië       | GBR    | 0    | 0      | 1     | 1      |
| 15     | Kazachstan             | KAZ    | 0    | 0      | 1     | 1      |
| 15     | Nigeria                | NGR    | 0    | 0      | 1     | 1      |
| 15     | Venezuela              | VEN    | 0    | 0      | 1     | 1      |
| Totaal | Totaal                 | Totaal | 8    | 8      | 16    | 32     |

Seoel 1988 (demonstratie) · 
Barcelona 1992 (demonstratie) · 
Sydney 2000 · 
Athene 2004 · 
Peking 2008 · 
Londen 2012 · 
Rio de Janeiro 2016 · 
Tokio 2020  · 
Parijs 2024  · 
Los Angeles 2028 
Medaillewinnaars
atletiek · badminton · basketbal · boksen · boogschieten · gewichtheffen · gymnastiek · handbal · hockey · honkbal · judo · kanovaren · moderne vijfkamp · paardensport · roeien · schermen · schietsport · schoonspringen · softbal · synchroonzwemmen · taekwondo · tafeltennis · tennis · triatlon · voetbal · volleybal · waterpolo · wielersport · worstelen · zeilen · zwemmen